# Julie Wieth
Julie Pauline Wieth (født 13. november 1960 i København) er en dansk skuespillerinde, caster, instruktør og fortæller.
Wieth er uddannet fra Statens Teaterskole i 1985, Statens Filmskole 1989 og havde inden da film-debuteret i en barnerolle i Far laver sovsen (1967) og tv-debuteret i Strindbergs Brandtomten i 1975 på DR.
Hun har herefter optrådt på bl.a. Betty Nansen Teatret, Mammutteatret, Aalborg Teater, Folketeatret, Grønnegårdsteatret og Café Teatret. Blandt de roller hun har spillet kan nævnes Anja i Kirsebærhaven, Kvinden i monologen Partitur, mordbrændersken Ingrid i Jernbyrd, Mathilde i Mathilde, Maria i Det velsignede barn, Titania i En Skærsommernats Drøm og Goneril i Kong Lear.
I tv har man bl.a. set hende i serierne Strenge tider, Riget I og II, Kald mig Liva, Jeg ville ønske for dig, TAXA, Ved Stillebækken, Rejseholdet, Krøniken og Sommer.
På film har hun medvirket i blandt andet Skat, det er din tur, Små ulykker, Din for evigt, Fidibus, Hvid nat, Min mors kærlighed og Seksten en halv time.
I 2002 debuterede hun som instruktør med: Ondskaben, en monolog i tæt samarbejde med skuespilleren Claes Bang, på Aalborg Teater. Forestillingen er senest opført på Folketeatret i 2016 og i engelsk version i Johannesburg (2014) og London (2015).
Hendes seneste optræden som skuespiller på scenen var i 2009.
I 2018 blev Julie Wieth den første caster for arktiske skuespillere til internationale tv- og film produktioner i internationalt regi.
Hun er datter af skuespillerparret Mogens Wieth og Lily Weiding og var gift med skuespilleren Morten Suurballe. Ægteskabet blev opløst i 2003. Julie Wieth er mor til Amalie Schjøtt-Wieth, konservator og Johan Suurballe Wieth, musiker.

## Udvalgt filmografi
- Far laver sovsen – 1967
- Vinterbørn – 1978
- Isfugle – 1983
- Elise – 1985
- Strenge tider - 1993
- Riget - 1994 og 1997
- Ved Stillebækken - 1998
- Idioterne – 1998
- Din for altid - 1999
- Et rigtigt menneske – 2001
- Små ulykker - 2002
- Pandasyndromet - 2005
- Hvid nat - 2005
- Min mors kærlighed - 2005
- Seksten en halv time - 2013